# Abstandnyelv, ausbaunyelv és tetőnyelv
A abstandnyelv, ausbaunyelv és tetőnyelv nyelvváltozatok (nyelvek és nyelvjárások elemzésére és osztályozására használt szociolingvisztikai fogalmak. Az első kettőt Heinz Kloss  német nyelvész alkotta 1952-ben (Abstandsprache, Ausbausprache), a harmadikat pedig Hans Goebl osztrák nyelvész 1975-ben (Dachsprache).

## Abstandnyelv és ausbaunyelv
Az Abstandsprache elnevezést Kloss maga fordította le angolra „language by distance”, „távolsági nyelv”-ként, az Ausbausprache terminust pedig „language by development”, „kifejlesztett nyelv”-ként. Más szerzők az angol „language by extension”, „kiterjesztett nyelv” vagy „language by construction”, „kiépített nyelv” terminusokat használták megfelelőjeként. Žarko Muljačić  horvát nyelvész franciául a „langue par élaboration”, olaszul pedig a „lingua per elaborazione” „kidolgozott nyelv” megfelelőket javasolta. Mindkét terminust azonban Kloss is, és más szerzők is az eredeti német alakban használták.
A két fogalom által a nyelveket nemcsak pusztán nyelvészeti szempontból különböztetik meg, hanem szociolingvisztikai szempontból is.

### Abstandnyelv
Abstandnyelvnek az számít, amely elég távol áll a többitől fonológiai, nyelvtani és lexikális vonásai révén ahhoz, hogy ne lehessen más nyelv dialektusaként tekinteni, és amely közvetítésével nem érthetik meg egymást beszélői más nyelv beszélőivel. Kloss nem szolgál a nyelvek közötti távolság mérésére használható eszközökkel. Ezek hiányában a kutatók olyan példákat hoznak fel, amelyekről biztosan lehet állítani, hogy abstandnyelvek. Kloss ilyeneknek tekinti többek között az angolt, a franciát és a németet. Még szembetűnőbb klasszikus példája az abstandnyelvnek a baszk nyelv, amely nem rokona egyik más nyelvnek sem, és nagyon távol esik a többi nyelvtől, beleértve a földrajzi szomszédságában lévőket is. Léteznek próbálkozások a Kloss által meghagyott űr kitöltésére, például Goebl részéről, aki a numerikus taxonómiának nevezett matematikai módszerrel végzett „dialektometrikai” tanulmányokat. Egyébként Goebl nem tartja szerencsésnek a „nyelv” és a „dialektus” fogalmak használatát az osztályozásban, és az ezeket egybefoglaló idióma fogalmat részesíti előnyben. Ugyanakkor komoly fenntartásai vannak a kölcsönös érthetőség értékével szemben az idiómák osztályozásában, mivel nincsenek megbízható eszközök fokának mérésére.
Goebl 1989 szerint a nyelvek közötti távolság nemcsak nyelvészeti, hanem szociolingvisztikai is, azaz szociopszichológiai, metanyelvészeti stb. Ebből a szempontból meg kellene figyelni és lehetőség szerint mérni a beszélők érzetét a idiómájuk és más idióma közötti távolság tekintetében, valamint metanyelvészeti attitűdjüket anyanyelvükkel vagy más, általuk esetleg használható vagy ismerhető idiómákkal szemben. Példaként a svájci és az elzászi germán idiómákat hozza fel, melyeket beszélőik a sztenderd némettől különböző nyelveknek éreznek. Azonban az ilyen távolság mérésére olyan összetett eszközrendszerre lenne szükség, amelyet nagyon nehezen lehetne kidolgozni.

### Ausbaunyelv
Kloss szerint az ausbaunyelv olyan nyelv, melyet tudatosan alakítottak vagy újraalakítottak azzal a céllal, hogy az irodalmi kifejezés sztenderdizált eszköze lehessen. Az angol, a francia és a német például abstand- és ugyanakkor ausbaunyelvek is, de sok idiómát nyelvnek tekintenek csak azért, mert ausbau eredményei. Trudgill 2004 azt állítja, hogy az ausbaunyelv külön nyelv úgy politikai, kulturális, társadalmi és történeti, mint nyelvészeti okokból, akkor is, ha rokona más nyelvnek, és akkor is, ha van kölcsönös érthetőség a két nyelv között. Több példacsoportot hoz fel, közöttük a lengyel, a szlovák és a cseh nyelvét, melyek szomszédosak a nyugati szláv dialektuskontínuumban, és kölcsönös érthetőség van közöttük, de mindegyiknek megvan a saját sztenderdje külön nemzetállamok keretében.
Szoros kapcsolat vehető észre olyan ausbaunyelvek megjelenése, melyek nem abstandnyelvek is, és megfelelő nemzetállamok kialakulása között, mely kapcsolatot Max Weinreich  amerikai nyelvész terjesztette szállóige is kifejezi: „a nyelv olyan dialektus, amelynek hadserege és haditengerészete van”. Azonban az ausbau jelenség ennél sokkal összetettebb.
Einar Haugen amerikai nyelvész a nyelvekre és dialektusokra vonatkozó tanulmányokba bevezette az „autonómia”, illetve „heteronómia” fogalmakat. Kloss és Haugen fogalmait használva Trudgill úgy határozza meg az ausbaunyelvet, hogy az magába foglal egy autonóm sztenderd nyelvváltozatot és az illető dialektuskontínuumban található összes azon nem sztenderd dialektusokat, melyek heteronómok ahhoz a sztenderdhez viszonyítva, azaz attól függnek.
Trudgill 2004 megkülönböztet kialakuló nemzetállamok keretében kidolgozott ausbaunyelveket és ilyen keret nélkül kidolgozottakat. Az első kategóriában vannak az első nemzetállamok kialakulása idejében megjelent ausbaunyelvek, és viszonylag nemrég megjelentek. Például a norvég nyelv 1814, Norvégia függetlenségének elnyerése után keletkezett az azelőtt a dán nyelvhez viszonyítva heteronóm dialektusokból, a luxemburgi nyelvet pedig 1984-ben törvényesítették nemzeti nyelvként. Emellett Trudgill megállapítja egy olyan ausbaujelenség létét is, amely szerinte nem nemzeti jellegű, hanem etnolingvisztikai, nyelvi kisebbségekhez kötött. A nyelvi autonómiai törekvések viszonylag számosak. Példák:
- Svédországban a meänkieli a finn nyelvvel szemben;
- Észtországban a võro a sztenderd észt nyelvvel szemben;
- Észak-Írországban az ullans a scots nyelvvel szemben;
- a vallon, a pikárdiai és a poitoui a franciával szemben;
- a kasub a lengyellel szemben;
- Spanyolországban a galiciai a spanyollal és a portugállal szemben, a valenciai a katalánnal szemben stb.

## Tetőnyelv
A „tetőnyelv” (Dachsprache) terminus két, Kloss által használt melléknévtől származik. 1952-es cikkében képletesen „gehegte Mundarten”, „gondozott dialektusokat” és „wilde Mundarten”, „vad dialektusokat” különböztetett meg, és lábjegyzetben két más, ugyancsak képletes megfelelővel illette ezekek „überdachte und dachlose”, „tetővel ellátott és tető nélküli” alakban. Az előzők alatt, Haugen terminusával élve, egy írott nyelvhez viszonyítva heteronóm dialektusokat értett, az utóbbiak alatt pedig ilyen nyelvtől nem függő dialektusokat. Egy 1975-ben francia nyelven közölt cikkében Goebl a „toiture”, „tetőszerkezet” terminust használta, lábjegyzetben magyarázva, hogy ez alatt azt érti, amit Kloss „Dachsprache”, „tetőnyelv” elnevezés alatt értett 1952-es cikkében. Ezzel valójában Goebl alkotta meg ezt a terminust, melyet Kloss soha sem használt írásaiban, az utóbbi által használt melléknevek alapján. A toiture terminus abban az állításában jelenik meg, miszerint az írott változatoknak szociológiai értelemben felsőbb rangjuk van, mint a dialektális változatoknak, és valamiféle tető funkciót töltenek be. Egy másik francia nyelvű cikkében, 1979-ben, Goebl a középkori párizsi irodalmi normárol a normandiaival szemben értekezik, és a „toit”, „tető” szót használja ezúttal is a Dachsprache-ra mint Klosstól származó terminusra hivatkozva. Itt a tetőnyelvet szociológiailag felsőbbrendűnek tekintett, és ezáltal a kevésbé értékelt nyelvváltozatok részére tető funkciót betöltő változatként határozza meg.
Muljačić 1984 olaszul a „lingua-tetto”, „tetőnyelv” terminust használja, és azt állítja, hogy ez mindig ausbaunyelv, az olaszt és a franciát hozva fel példaként. Az olasz tetőnyelv az olaszországi dialektusok, pl. a piemonti számára, de a korzikai számára nem az, a francia pedig tetőnyelv a martinique-i francia alapú kreol nyelv számára, de a mauritiusi ugyancsak francia alapú kreol számára már nem. Egy nyelv lehet tető más rokon abstandnyelv számára is, mint amilyen az olasz a szárd nyelv számára vagy a francia az occitán számára, sőt, vele nem rokon idióma számára is.

### Közvetlen források
- (franciául) Goebl, Hans. Quelques remarques relatives aux concepts Abstand et Ausbau de Heinz Kloss (Néhány megjegyzés a Heinz Kloss-féle Abstand és Ausbau fogalmak kapcsán). Ammon, Ulrich (szerk.). Status and function of Languages and Lauguage Varieties (A nyelvek és nyelvváltozatok státusza és funkciója). Berlin / New York: Walter de Gruyter. 1989. ISBN 3-11-011299-X. 278–290. o. (Hozzáférés: 2017. április 24)
- (angolul) Kloss, Heinz. Abstand languages and Ausbau languages (Abstandnyelvek és ausbaunyelvek). Anthropological Linguistics. 9. kötet. 7. sz. 1967. 29–41. o. (Hozzáférés: 2017. április 24)
- (olaszul) Muljačić, Žarko. Il fenomeno Überdachung “Tetto”, “copertura” nella sociolinguistica (con esempi Romanzi) [Az Überdachung „tető” jelenség a szociolingvisztikában (újlatin példákkal)]. Linguistica. 24. kötet. 1. sz. 1984. 77–95. o. (Hozzáférés: 2017. április 24)
- (németül) Muljačić, Žarko. Über den Begriff Dachsprache (A Dachsprache fogalomról). Ammon, Ulrich (szerk.). Status and function of Languages and Lauguage Varieties. Berlin / New York: Walter de Gruyter. 1989. ISBN 3-11-011299-X. 256–277. o. (Hozzáférés: 2017. április 24)
- (angolul) Trudgill, Peter. Glocalisation and the Ausbau sociolinguistics of modern Europe (Glokalizáció és a modern Európa Ausbau-szociolingvisztikája). Anna Duszak – Urszula Okulska (szerk.). Speaking from the margin: global English from a European perspective (A perem beszédje: a globális angol európai nézetben). Frankfurt: Peter Lang, 2004. 35–49. o. (Hozzáférés: 2017. április 24)

### Közvetett források
- (franciául) Goebl, Hans. Le Rey est mort, vive le Roy : nouveaux regards sur la scriptologie (A Rey halott, éljen a Roy: újabb nézetek a szkriptológiáról). Travaux de linguistique et de littérature. 13. sz. 1975. 145–209. o.
- (franciául) Goebl, Hans. Verba volant, scripta manent. Quelques remarques à propos de la scripta normande (Verba volant, scripta manent. Megjegyzések a normandiai írásokról). Revue de linguistique romane. 43. sz. 1979. 344–399. o.
- (angolul) Haugen, Einar. Dialect, language, nation (Dialektus, nyelv, nemzet). American Anthropologist. 68. sz. 1966. 922–935. o. (Hozzáférés: 2017. április 24)
- (németül) Kloss, Heinz. Die Entwicklung neuer germanischer Kultursprachen von 1800 bis 1950 (Az új germán kultúrnyelvek fejlődése 1800-tól 1950-ig). München: Pohl. 1952